# Saint-Gobain Rigips
Die Saint-Gobain Rigips GmbH (Eigenschreibweise: Rigips SAINT-GOBAIN) mit Sitz in Düsseldorf ist ein großer deutscher Hersteller von Trockenbausystemen und Putzsystemen. Der Unternehmensname Rigips ist im Sprachgebrauch zu einem Synonym für Gipskartonplatten und Gipsplatten geworden. Das Unternehmen gehört zum französischen Konzern Compagnie de Saint-Gobain.

## Geschichte
Im Raum Bodenwerder wurde 1945 die Vereinigte Baustoffwerke Bodenwerder GmbH gegründet, die im Jahre 1948 die Produktion von Gipskartonplatten aufnahm. Nach einem Ausbau der Produktionsanlagen 1958 wurde im Jahre 1961 der Produktname Rigips auch zum Namen des Unternehmens. Der Name Rigips setzt sich zusammen aus Riga und Gips, in Riga war 1938 das erste Gipskartonwerk in Europa entstanden. Nach dem Bau von Gipskartonwerken in Gültstein, Baden-Württemberg (1965) und in Bad Aussee, Österreich (1970) wurde 1973 im Werk Bodenwerder mit der Produktion von Gipsputzsystemen begonnen und durch Werke in Heinebach (1973) und Crailsheim (1981) ausgebaut. 1987 wurde die Rigips GmbH Teil der BPB (British Plaster Board), die dann 2005 vom Saint-Gobain-Konzern übernommen wurde. 1989 wurde die Unternehmenszentrale von Bodenwerder nach Düsseldorf verlegt. Das erste Gipskartonplatten-Werk, das zu 100 % auf REA-Gips-Basis produziert, wurde 1989 in Gelsenkirchen-Scholven in Betrieb genommen. In den Folgejahren wurden dann noch ein Gipskartonplatten-Werk in Brieselang bei Berlin (1996), ein Gipsputzwerk in Vetschau (1997) und ein Gipsfaserplatten-Werk in Bodenwerder (1998) eröffnet. Mit dem Kauf der Heidelberger Dämmsysteme (2000) und der Übernahme der H. R. Pohl Profiltechnik & Bauelemente GmbH & Co. KG (2002) wurde die Produktpalette erweitert. 2005 wurde ein neues Logistikzentrum in Nürnberg eröffnet. Das Dämmstoff-Werk Poggenhagen wurde Ende 2015 wegen Unwirtschaftlichkeit geschlossen. Der EPS-Dämmstoffbereich mit den Werken Rheda-Wiedenbrück, Ebrach und Grombach wurde Anfang 2018 an die HIRSCH Servo Gruppe verkauft.

## Standorte

### Produktion
- Gipskartonplatten:
  - Gelsenkirchen-Scholven
  - Brieselang
  - Bad Aussee (Österreich)
- Gipsfaserplatten:
  - Bodenwerder

### Vertrieb von Profilen

- Schwerte

### Logistikzentren
- Herrenberg-Gültstein
- Nürnberg
- München

### Kundenservicezentrum
- Gelsenkirchen-Scholven

### Schulung
- Hamm
- Bodenwerder
- Brieselang
- Herrenberg-Gültstein

### Zentrale
- Düsseldorf

## Rigips Austria

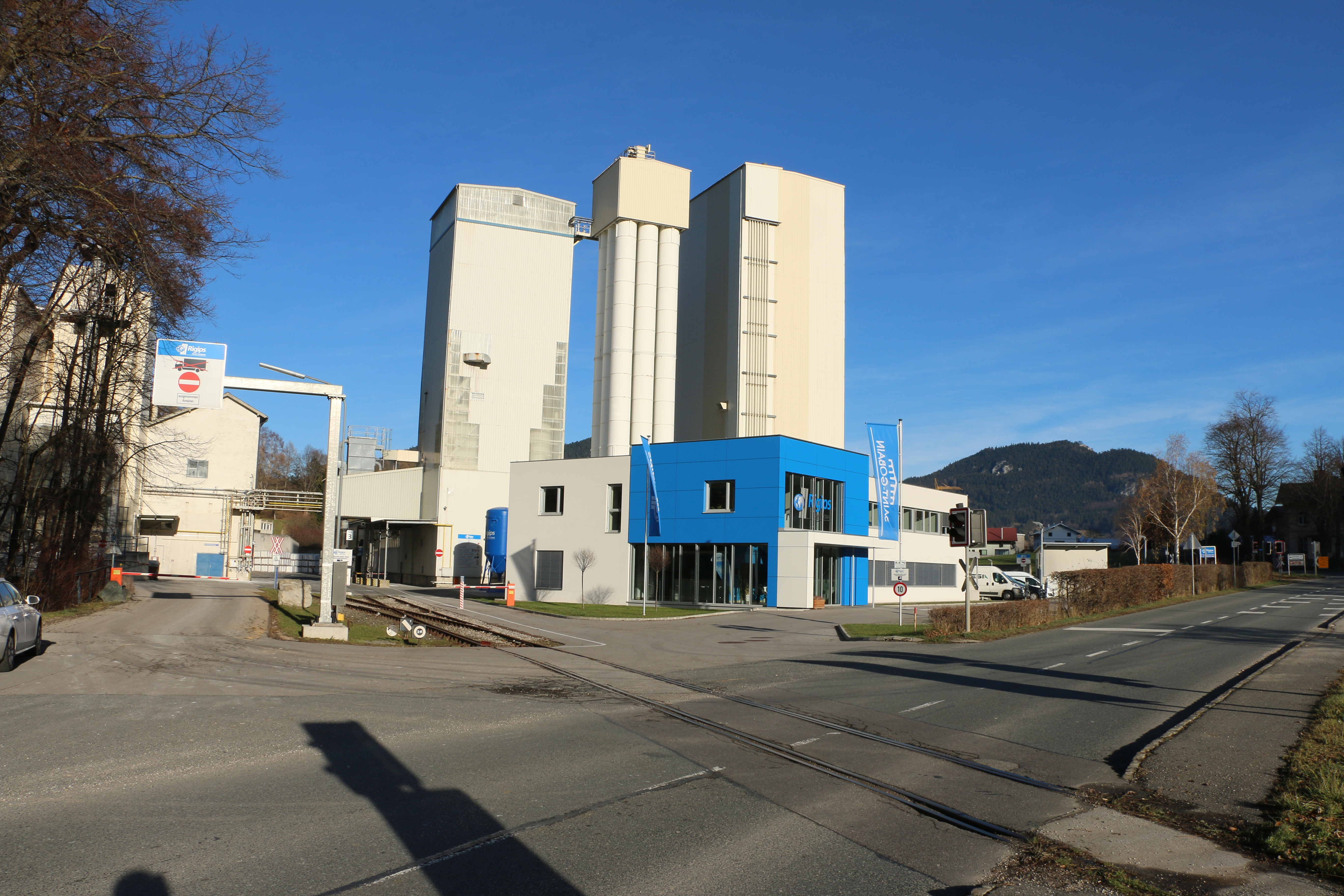
Standort Puchberg von Rigips Austria

Die Zentrale von Rigips Austria befindet sich in Bad Aussee-Unterkainisch, wo einerseits auch die Produktion für Gips(karton)platten sowie der Tagbau am Grundlsee zu finden sind. Der Rohstein wird seit 1951 von einer Materialseilbahn vom Bergbau über 8,5 km zum Plattenwerk transportiert. Durch diese Art des Transportes werden jährlich etwa 22.000 Lastwagenfahrten vermieden. 2014 wurde die Seilbahn revitalisiert, um die Arbeitssicherheit am aktuellen Stand der Technik zu halten und den Ausseer Unternehmensstandort zu sichern. Ebenfalls in Bad Aussee befindet sich ein Großteil des Verwaltungsbetriebes, Auch die Rigips Trockenbausysteme werden von dort aus europaweit vertrieben. Die Fertigung von Gipspulverprodukten befindet sich in Puchberg am Schneeberg, wo auch der Gips im Tagbau abgebaut wird, und schließlich zu Spachtelmassen, Putzen- und Fugenfüllern weiterverarbeitet wird. In Wien befindet sich die österreichische Vertriebs- und Marketingabteilung, welche beispielsweise für (anwendungs-)technische Unterstützung verantwortlich ist.  Beschäftigt werden an den drei Standorten etwa 350 Mitarbeiter (Stand 2011).
Von Österreich aus werden auch sechs Vertriebsbüros auf der Balkanhalbinsel betrieben.

### Geschichte
Die Rigips Austria wurde im Jahr 1971 gegründet. Im Jahr 1979 wurden die Schottwiener Gipswerke in Puchberg gekauft, die 1985 modernisiert wurden. In den Jahren von 1987 bis 2005 war Rigips Austria wie das deutsche Stammhaus Bestandteil des BPB-Konzerns (British Plasterboard).
Das Gipskartonplattenwerk in Bad Aussee wurde im Jahr 1990 durch einen Großbrand vernichtet, konnte aber zwei Jahre später wiedereröffnet werden. Im Jahr 2003 wurde Puchberg zum internationalen Kompetenzzentrum für Gipspulverprodukte ausgebaut. Seit 2005 ist das Unternehmen Teil der französischen Saint-Gobain-Gruppe. Im Jahr 2010 wurde das 150-jährige Jubiläum des Bergbaus in Puchberg gefeiert. 2013 wurde das neue Verwaltungsgebäude in Puchberg eröffnet, das Büros, Schulungsräume und Forschungszentrum unter einem Dach zusammenführt. 2015 feiert Rigips das 350-jährige Bestehen von Saint-Gobain an allen Standorten.

### Auszeichnungen und Nominierungen (Auswahl)
- 1994: Ausgezeichnet mit dem Baustoff-Oskar des VBÖ (Verband der Baustoffhändler Österreich), für   die handelsfreundlichste Industrie
- 2012: Sonderpreis Ökologie TRIGOS Steiermark
- 2014: Nominiert für den TRIGOS Österreich Preis
- 2014: EUCUSA-Award für Mitarbeiterzufriedenheit[7]
- 2014: SOLID Lieferantenpreis
- 2015: Nominierung für den österreichischen Logistikpreis[8]
- 2015: Auszeichnung als Superbrand
- 2016: Nachhaltigkeitspreis des Forums mineralische Rohstoffe[9]
- 2016: Managing Director Peter Giffinger wird 4. bei der Wahl zum Nachhaltigen Gestalter
- 2016: SOLID Lieferantenpreis[10]
- 2017: Auszeichnung als Top Employer mit allen österreichischen Saint-Gobain Unternehmen[11]
- 2019: Rigips ist zum wiederholten Mal als eine „Marke des Jahrhunderts“ in das gleichnamige Kompendium des Verlags Deutsche Standards Editionen aufgenommen worden.